# Långtjärnet (Trankils socken, Värmland)
Långtjärnet är en sjö i Årjängs kommun i Värmland och ingår i Göta älvs huvudavrinningsområde.